# Hoyt Curtin
Hoyt Stoddard Curtin (Downey, 9 de setembro de 1922 - Thousand Oaks, 3 de dezembro de 2000) foi um compositor e produtor musical americano, e diretor musical principal para o estúdio de animação da Hanna-Barbera desde o seu início com The Ruff & Reddy Show em 1957 até sua aposentadoria em 1986, exceto 1965-1972, quando o diretor musical principal foi Ted Nichols.

## Biografia
Curtin era natural de Downey, Califórnia, e tinha um filho, Chris, com sua esposa Elizabeth. 
Nos anos 50, Curtin era um compositor sob demanda para comerciais de TV. Ele conheceu Hanna e Barbera quando trabalhou em um comercial de cerveja Schlitz que eles estavam produzindo para a MGM em 1957. 
"Cerca de duas semanas depois, eles ligaram e tinham uma letra que liam por telefone. Eu poderia escrever uma música para isso? Liguei de volta em 5 minutos e cantei para eles ... silêncio ... ah, eu bombardei ... a próxima coisa que ouvi foi um acordo para gravá-lo! Ruff e Reddy. Naquele momento, eles deixaram a MGM e fundaram sua própria empresa. Todos os nossos primeiros títulos principais foram feitos dessa maneira. Huckleberry Hound, Quick Draw McGraw, etc.".
Ele foi o compositor de muitas das músicas populares dos desenhos animados de Hanna-Barbera, incluindo The Flintstones até 1981, Top Cat, The Jetsons, Jonny Quest, Super Friends, Josie and the Pussycats, The Smurfs e The New Scooby-Doo Movies e todos os seus spinoffs até 1986. A partir de 1960, Curtin também compôs muitas das músicas usadas como música incidental nas várias séries Hanna-Barbera, junto com o jingle ouvido sob o logotipo de encerramento de Hanna-Barbera em 1979. Ele também compôs duas das músicas ouvidas em segundo plano no Plan 9 from Outer Space, de 1959, embora estivesse envergonhado pela má qualidade do filme. No ano seguinte, Curtin foi o compositor da série animada QT Hush, um dos primeiros desenhos animados a aparecer em cores. 
Seus outros créditos incluem a trilha sonora do filme de ficção científica Mesa of Lost Women (1953), Jail Bait de Ed Wood (1954, como Hoyt Kurtain), Timber Tramps (1975), CHOMPS (1979) e a música para o 1978 desenho animado de Sandy Frank Battle of the Planets, para o qual foi lançada uma trilha sonora em 2000. Ele também compôs e dirigiu a música para Thrillerama Adventure, uma tentativa de dois projetores de replicar o Cinerama, em 1955, com uma orquestra de 38 peças. 
Em uma entrevista de 1999, Curtin disse: "Meu pianista, Jack Cookerly, inventou o sintetizador como o conhecemos para Jonny Quest. Foi feito de caixas de laranja com um teclado e milhares de tubos de vácuo! Uma banda de jazz regular, (de) 4 trompetes, 6 trombones, 5 dobradores de sopro de madeira, seção de ritmo de 5 homens incluindo percussão"; foi usada para gravar a música do desenho animado Jonny Quest. A sessão do Jonny Quest foi concluída"... na RCA em Hollywood. Alvin Stoller ou Frankie Capp geralmente tocavam bateria. Eu sempre tentei conseguir os mesmos caras sempre que possível. Eles eram os únicos que podiam balançar e ler como demônios".

## Morte
Curtin morreu em 3 de dezembro de 2000, em Thousand Oaks, Califórnia, aos 78 anos.